# Chiconcuac (Hidalgo)
Chiconcuac es una localidad de México localizada en el municipio de Tlanalapa en el estado de Hidalgo.

## Toponimia
En náhuatl, Chicome, “siete”, coatl, “culebra”, y co “en”, lo que significa “en siete culebras”.

## Geografía
Se encuentra en la región geográfica de los llanos de Apan (Altiplanicie pulquera). Le corresponden las coordenadas geográficas 19° 49’ 31.654” de latitud norte y 98° 37’ 06.762” de longitud oeste, con una altitud de 2463 m s. n. m. Cuenta con un clima semiseco templado.
En cuanto a fisiografía se encuentra en la provincia de la Eje Neovolcánico, dentro de la subprovincia de Lagos y Volcanes de Anáhuac; su terreno es de llanura. En lo que respecta a la hidrografía se encuentra posicionado en la región del Pánuco, dentro de la cuenca del río Moctezuma, y en la subcuenca del río Tezontepec.

## Demografía
En 2020 registró una población de 769 personas, lo que corresponde al 6.92 % de la población municipal. De los cuales 375 son hombres y 394 son mujeres.
| Gráfica de evolución demográfica de Chiconcuac entre 1910 y 2020                             |
|                                                                                              |
| Población de los censos y conteos del Instituto Nacional de Estadística y Geografía (INEGI). |